# Novara Calcio
A Novara Calcio egy olasz labdarúgóklub. 1908-ban alapították. A klub székhelye Novaraban, Olaszországban van. Jelenleg a Serie B-ben szerepelnek. A klubszínek a fehér és a kék, emiatt becézik a csapatot olasz szokás szerint biancoazzurrinak.
Hazai mérkőzéseiknek a novarai Silvio Piola stadion ad otthont.

## Története
A futballcsapatot 1908-ban alapította a híres novarai iskola, a Liceo Carlo Alberto nyolc diákja, akik mindannyian 15-16 évesek voltak. A pici egyesület taglétszáma folyamatosan bővült, így 1912-ben csatlakozni tudott az olasz ligához (első meccsén rögtön legyőzte a Torinót 2–1-re).
A fénykorát az 50-es évek elején élte a novarai gárda, amikor levezetés gyanánt csatlakozott a kerethez az 1938-as vb-döntő két hőse, a magyaroknak két-két gólt lövő Silvio Piola és Gino Colaussi. A csapat legjobb évében, az 1951–52-es szezonban a nyolcadik helyet szerezte meg a Serie A-ban, ez mindmáig a Novara legelőkelőbb helyezése az első osztályban.
1956 után sötét időszak köszöntött a klubra, a nyolcvanas évek elején már a negyedosztályban, a Serie C2-ben vegetált. Onnan 1996-ban lépett fel a harmadosztályba, majd 2010-ben a Serie B-be. Csupán egyetlen évet töltöttek tehát el a másodosztályba, azonnal sikerült a feljutás, ezen még ők maguk is meglepődtek, mert a szezon előtt a bennmaradást tűzték ki célul. Ám sikerült a harmadik helyen befutniuk, a rájátszásban pedig előbb a Varesét, majd a Padovát is legyőzték, így 2011. június 12-én<ref name="NovaraCalcio2">„Serie A: ötvenöt év után ismét élvonalbeli a Novara”, kronika.ro, 2011. június 13.. [2016. március 5-i dátummal az eredetiből archiválva] (Hozzáférés: 2011. június 13.) </ref> eldőlt, hogy 55 év után ismét első osztályú lesz a Novara, ami azért is nagy dolog, mert két év alatt két osztályt ugrottak felfelé.

## A stadion
A klub stadionját a leghíresebb játékosáról, Silvio Pioláról nevezték el, aki 1947 és 1954 között játszott Novarában, 34 és 41 éves kora között, de még így is 86 gólt szerzett az élvonalban, így az olasz ligában eddig legtöbb gólt szerzett játékos természetesen a Novara történelmének is a legnagyobb alakja volt.
A stadiont 1976-ban adták át, 10 000 néző befogadására alkalmas, de a friss feljutás miatt óriási az érdeklődés, ezért a nyáron 17 000 férőhelyesre bővítették.

## Jelenlegi keret
2011. augusztus 31. szerint.
| #  |     | Poszt | Név                 |
| -- | --- | ----- | ------------------- |
| 1  | ALB | K     | Samir Ujkani        |
| 2  | ITA | V     | Luigi Giorgi        |
| 3  | GER | V     | Giuseppe Gemiti     |
| 4  | ITA | V     | Andrea Lisuzzo      |
| 5  | ITA | V     | Carlalberto Ludi    |
| 6  | ITA | KP    | Alex Pinardi        |
| 9  | ITA | CS    | Raffaele Rubino     |
| 10 | ITA | KP    | Marco Rigoni        |
| 11 | JPN | CS    | Takayuki Morimoto   |
| 14 | SUI | V     | Michel Morganella   |
| 15 | ITA | V     | Paolo Dellafiore    |
| 17 | ITA | KP    | Filippo Porcari     |
| 18 | ITA | KP    | Francesco Marianini |

| #  |     | Poszt | Név                                         |
| -- | --- | ----- | ------------------------------------------- |
| 20 | URU | CS    | Pablo Granoche (kölcsönben a Chievotól)     |
| 21 | ITA | KP    | Andrea Mazzarani (kölcsönben az Udinesetől) |
| 22 | ITA | KP    | Simone Pesce                                |
| 23 | HUN | CS    | Adorján Krisztián                           |
| 24 | ITA | V     | Massimo Paci                                |
| 27 | BRA | CS    | Jeda (kölcsönben a Lecce-től)               |
| 28 | ARG | V     | Santiago García (kölcsönben a Palermotól)   |
| 31 | ITA | K     | Alberto Fontana                             |
| 32 | FRA | V     | Jean-Christophe Coubronne                   |
| 44 | ITA | K     | Achille Coser                               |
| 69 | ITA | CS    | Riccardo Meggiorini (kölcsönben a Genoatól) |

## Ismertebb játékosok
A vastaggal jelzett játékosok felnőtt válogatottsággal rendelkeznek. 
- Emmanuel Gigliotti
- Helge Bronée
- Adorján Krisztián
- Attilio Demaría
- Pietro Ferraris
- Piero Pasinati
- Silvio Piola
- Pietro Rava
- Renato Zaccarelli
- Fabio Gallo
- Federico Macheda
- Davide Lanzafame
- Francesco Bardi
- Morimoto Takajuki
- Samir Ujkani
- Dionisio Arce
- Bruno Fernandes
- George Pușcaș
- Ivan Radovanović
- Tomáš Košický
- Haris Seferović